# Сєрга Миколай Едуардович
Миколай Едуардович Сєрга; нар. 23 березня 1989, Черкаси, Українська РСР) — український офіцер 59-ї окремої мотопіхотної бригади Збройних Сил України, громадський діяч, музикант, телеведучий, актор, поет. 
Засновник «Культурного Десанту» та «Культурних Сил України», офіцер Збройних Сил України.

## Життєпис

### Ранні роки
Миколай Едуардович Сєрга народився 23 березня 1989 року в Черкасах. Батько, Едуард Миколайович Сєрга (нар. 23 березня 1963 року), військовослужбовець, тому сім'я часто переїжджала (1990 – Южноуральськ, 1992 – Полтава, 1994 – Одеса). Зараз його батько служить в Збройних силах України. В Одесі Микола пішов до загальноосвітньої школи №106, у якій його мати, Інга Миколаївна Сєрга, була вчителем математики. Займався тайським боксом, сіммей-до і дзю-до. Зараз займається фрідайвінгом і айкідо.
Брат, Ростислав Едуардович Сєрга (нар. 17 жовтня 1990) — військовослужбовець ЗСУ, він є військовим медиком, на передовій навчає інших військової медицини. Сестра, Анна Едуардівна Сєрга (нар. 4 січня 2003).

### 2008—2022
Був резидентом  Comedy Club Odessa, виграв 8-й сезон «Сміху без правил» і став резидентом програми «Забійна ліга».
Згодом Микола стає резидентом Comedy Club Odessa, його регулярно запрошують виступати в Comedy Club UA і він їде до Москви брати участь у проєкті «Сміх без правил» на російському телеканалі ТНТ під псевдонімом «Тренер Коля».
Тренер Коля виграє 8-й сезон «Сміху без правил» з призовим фондом 850 000 рублів і стає резидентом програми «Убойная лига» на ТНТ.
У 2009 році стає учасником «Фабрики зірок 3», де доходить до фіналу і займає третє місце. У 2011 році з гуртом «The Коля Сєрга»  в Юрмалі  на «Новій хвилі» представляли Україну, виграли приз глядацьких симпатій та спеціальний приз від «Муз ТВ».

#### «Орел і решка»
У 2013 році Миколая запрошують на проби в культове тревел-шоу «Орел і решка». Стає ведучим сезону «На краю світу». Після сезону «На краю світу» Микола залишає проєкт «Орел і решка». У січні 2018 року повернувся до участі в «Морському сезоні». 
У 2015 році Микола переїхав до Москви й став просувати альбом «Sex, Sport, Rocknroll». Паралельно із цим почав працювати креативним продюсером у рекламному агентстві «Avantgarde», роблячи рекламні компанії та івенти для таких компаній, як ТМК, Mercedes-Benz, British Petroleum, Dirol і багато інших. 

#### New York Film Academy
У вересні 2019 року він відлітає в Лос-Анджелес, де проходить піврічний акторський інтенсив у філії NYFA в Голлівуді.

### 2022—дотепер
26 лютого  2022 року вступив до лав Збройних сил України в Одеській області, де створив «Культурний десант». Проєкт обʼєднав артистів, музикантів, поетів, композиторів, митців з чіткою громадянською позицією. Робота направлена на коригування морально-психологічного стану та підняття бойового духу українських воїнів. Зі своїми виступами команда їздить по всій лінії фронту, у гарячі точки, деокуповані території та в місця для реабілітації військових.
У вересні 2022 року запускає проєкт «Книга на фронт» в рамках якого проводиться збір книжок історії України, психології, художньої літератури тощо. Мета проєкту – надати військовослужбовцям можливість отримати доступ до різноманітної літератури, що сприятиме їхньому освітньому та культурному розвитку під час служби на фронті. 
У жовтні 2022 року створив проєкт «Стіни Культури» об'єднавши художників і стріт арт митців для створення тимчасових стінописів в деокупованих та постраждалих від російської агресії населених пунктах. Роботи відображають підтримку, ідентифікацію, патріотизм, фіксують актуальні проблеми та сатирично висміюють ворога. 
З жовтня 2022 по лютий 2023 року створює рух «РАЗОМ» задача якого об’єднати активістів громади міст західної та центральної України з деокупованими містами та селами. За час роботи вдалось створити міста друзі Херсон — Львів, Вінниця — Балаклія, Хмельницький — Ізюм, Острог — Старий Салтів, Рівне — Вовчанськ, Житомир — Куп’янськ. Міста друзі підтримують деокуповані громади на гуманітарному, освітньому, культурному та ментальному рівні.
18 листопада 2022 року з командою артистів і художників приїхали в щойно звільнений Херсон. На головній площі влаштували концерт та на вулицях міста з’явились патріотичні стінописи.
У травні 2023 року створює платформу культурних, освітніх та соціальних проєктів «Культурні Сили України». Мета платформи полягає у створенні об'єднаного динамічного середовища діячів культури, освіти, бізнесу, ІТ тощо. Платформа прагне підтримувати та просувати діяльність, ініціативи, які зобов'язані повернути силу та вплив культурі України. Активні проєкти платформи: «Стіни Культури» — створення стінописів, «Крила Культури» — поїздки діячів культури, освіти та соціальної адаптації з заходами на деокуповані території, «Дім Уяви» — центри розвитку уяви, як форма роботи з критичним мисленням суспільства. Центри забезпечують матеріально-технічним облаштуванням приміщення, формуванням команди та напрацювання програми заходів і внутрішніх проєктів для розвитку громади. 
У вересні 2023 року «Культурний Десант» отримує статус мобільної групи морально-психологічного забезпечення Збройних Сил України. Група виконує завдання вздовж всієї лінії фронту, госпіталях, місцях підготовки та реабілітаційних центрах. Організовує заходи спрямовані на підтримку морально-психологічного стану та культурно-освітнього рівню у війську.
З 7 грудня 2024 — радник Міністра зовнішніх справ України Андрія Сибіги.

## Дискографія

### Студійні альбоми
| Назва                                 | Деталі                                                                                 |
| ------------------------------------- | -------------------------------------------------------------------------------------- |
| Пісні, які не увійшли в другий альбом | - Випущено: 2011                                                                       |
| SEX, SPORT, ROCK’N’ROLL               | - Випущено: 25 листопада 2015 - Лейбл: Moon Records - Формати: CD, цифрова дистрибуція |
| Осенило                               | - Випущено: 4 листопада 2016 - Лейбл: Moon Records - Формати: CD, цифрова дистрибуція  |
| Всесвітополонені                      | - Випущено: 18 лютого 2022 - Формати: цифрова дистрибуція                              |

### Мініальбоми
| Назва                             | Деталі                                                                           |
| --------------------------------- | -------------------------------------------------------------------------------- |
| Концентрат фантазии ч.1» (поэзия) | - Випущено: 28 березня 2020 - Лейбл: Moon Records - Формати: цифрова дистрибуція |

### Сингли
- «Новая волна» — 28 жовтня 2011 року;
- «ИДИВЖНАПМЖ» — 19 червня 2013 року;
- «Мокасины» — 3 жовтня 2013 року[32];
- «Такие тайны» — 20 травня 2014 року;
- «Тому, кто тебя поцелует потом» — 24 жовтня 2014 року;
- «Ради красивых детей» — 2 грудня 2015 року.
- «Тільки разом» — 10 жовтня 2022 року.[33]

The Коля
- «Орел або Решка» — 24 червня 2014;
- «Танцюємо вдома» — 11 квітня 2020.

#ятвійпоет
- «Не випадковий секс» — 14 квітня 2020;
- «Пластилін» — 22 квітня 2020;
- «Божественна трагедія» — 11 травня 2020.

«Всесвітополонені»
- «Казку бережем» — 5 січня 2021;
- «Іноземець» — 19 лютого 2021;
- «Ми репетируємо життя» — 7 липня 2021;
- «Болить уява» — 25 травня 2021.

### Музичні роботи після 2022-го
Протягом 2022 року Миколай Сєрга випустив три пісні: 7 березня — «Свободным!», 14 березня — «ДуДуДу Вынесем орду!», 7 травня — «АНАЛОГОВНЕТ».
17 лютого 2023 року випустив пісню «Молитва», мета якої є побудувати шлях надії до джерела внутрішніх сил у миті темряви і незрозумілості. Відео створене у жанрі фентезі на основі архетипів українського фольклору, де жіночі образи уособлюють сучасну Україну, а чоловічі — її безстрашних воїнів. 
27 квітня 2023 року Миколай Сєрга презентував пісню «Додому», яка була написана під час першого виїзду «Культурного Десанту». У ході виступу Миколая Сєрги для 30-ї ОМБр один із глядачів-військовослужбовців попросив заспівати пісню про перемогу та повернення додому з війни. У відповідь артист запропонував захиснику створити нову композицію «тут і зараз». Разом вони влаштували брейншторм на польовій кухні, а вже за 20 хвилин Миколай Сєрга презентував нову пісню для хлопців. Сьогодні композиція звучить на залізничому вокзалі кожен день проводжаючи потяг на Краматорськ.

### «Культурний Десант»
8 травня 2023 року презентували пісню «Піхота», Миколай Сєрга разом з колегами Сашою Чемеровим та Ярмаком. Гімн воєнного часу, що розкриває важливість піхотних військ. Пісня написана за проханням, яке Миколай Сєрга отримав від командира 59-ї окремої мотопіхотної бригади Вадима «Борсука» Сухаревського. 
27 липня 2023 року «Живи» — гімн для бойових медиків Збройних сил України (Коля Сєрга, Max Maestro).
14 червня 2023 року Миколай Сєрга, Саша Чемеров та Міша Крупін презентували пісню під назвою «Білгород», у якій висміяли росіянців. Композиція написана у жанрі шансону. Автори закликають білгородців не боятися, адже скоро настане свобода. 
21 листопада 2023 Миколай став режисером кліпу для гімну Десантно-штурмових військ «ДШВ». Також є автором гімну бригади НГУ «Рубіж» — «Рубежі».
Сєрга випустив пісні: «Україна або смерть» — гімн для 72-ї окремої механізованої бригади імені Чорних запорожців (Коля Сєрга, Саша Чемеров), «Розмінуй моє серце» — пісня для розмінувальників (Світлана Тарабарова), «Ми тероборона країни» — гімн Сил територіальної оборони Збройних сил України (Віталій Кириченко), «148» — гімн для 148-ї окремої артилерійської бригади (Культурний Десант).

## Книги
- «Всесвітополонені»[джерело?]

## Нагороди
- Орден «За мужність» III ст. (23 серпня 2022)  —за значні заслуги у зміцненні української державності, мужність і самовідданість, виявлені у захисті суверенітету та територіальної цілісності України, вагомий особистий внесок у розвиток різних сфер суспільного життя, відстоювання національних інтересів нашої держави, сумлінне виконання професійного обов’язку.[42]

## Цікаві факти
- Микола Сєрга є автором і виконавцем пісні «Розсміши смішного», яка є саундтреком до передачі «Розсміши коміка».

- Микола Сєрга написав саундтрек до передачі «Орел и Решка: На краю света», який у підсумку не був затверджений продюсерами каналу. Його можна знайти на каналі артиста в YouTube.